# Earswick
Earswick es una aldea y parroquia civil en la entidad unitaria de la ciudad de York, en North Yorkshire, Inglaterra. Se encuentra entre Huntington y Strensall cerca de 4 millas (6.4 km) al norte de York.

Según el censo de 2001 la parroquia tenía una población de 819. Antes de 1996 había sido parte del  distrito de Ryedale.

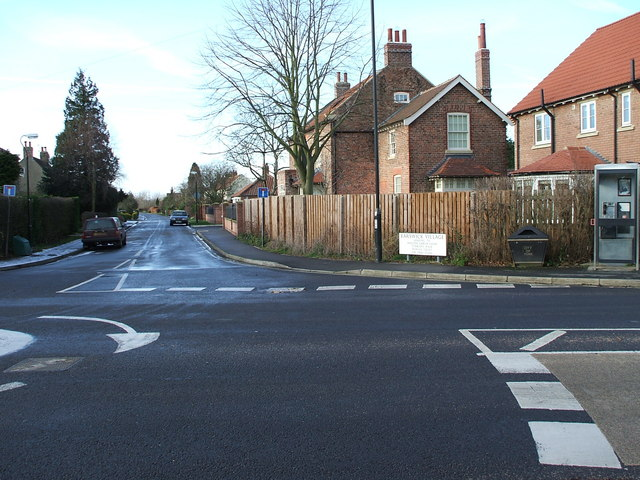
La calle principal de Earswick